# ヤラ・シャヒディ
ヤラ・シャヒディ（Yara Shahidi,  2000年2月10日 - ）は、アメリカ合衆国の子役、女優である。

## 来歴
2000年、ミネソタ州ミネアポリス生まれ。母親がアフリカ系アメリカ人とチョクトー族のハーフで、父親がイラン系アメリカ人で写真家として活動している。4歳のときに父親の仕事の関係でカリフォルニア州へ移り住み、6歳の頃からマクドナルドやラルフ・ローレンなどのコマーシャルへ出演して子役としてのキャリアをスタート。2007年にテレビドラマシリーズ『アントラージュ★オレたちのハリウッド』でテレビデビューを果たし、2009年に『エディ・マーフィの劇的1週間』で映画デビューを果たしてエディ・マーフィ演じる主人公の娘を演じた。デビュー作ながらも同作品での演技が高い評価を受けて、2010年にヤング・アーティスト・アワードの子役主演部門でノミネートを受けている。
その後も、アンジェリーナ・ジョリー主演の『ソルト』をはじめ、サミュエル・L・ジャクソンの『4デイズ』や、ジェニファー・ガーナー、オリヴィア・ワイルド、ヒュー・ジャックマンらと共演したコメディ映画『カワイイ私の作り方 全米バター細工選手権!』などへ出演し、順調にキャリアを築き上げている。　

## 出演作品

### 映画
- エディ・マーフィの劇的1週間 Imagine That (2009)
- 4デイズ Unthinkable (2010)
- ソルト Salt (2010)
- カワイイ私の作り方 全米バター細工選手権! Butter (2011)
- Rip City (2011) ※テレビ映画
- バーニング・クロス Alex Cross (2012)
- サン・イズ・オールソー・ア・スター 引き寄せられる2人 The Sun Is Also a Star (2019)
- ピーター・パン&ウェンディ Peter Pan & Wendy (2023)
- Ballerina Overdrive (TBA)

### テレビドラマ
- アントラージュ★オレたちのハリウッド Entourage (2007)
- In the Motherhood (2009)
- コールドケース 迷宮事件簿 Cold Case (2009)
- ウェイバリー通りのウィザードたち Wizards of Waverly Place (2009)
- ライ・トゥ・ミー 嘘は真実を語る Lie to Me (2010)
- $#*! My Dad Says (2010)
- The Cape (2011)
- Special Agent Oso (2011)
- ザ・ファインダー 千里眼を持つ男 The Finder (2012)
- The First Family (2012 - 2013)
- スキャンダル 託された秘密 Scandal (2013)
- バッド・ティーチャー Bad Teacher (2014)
- The Fosters (2014)
- ブラッキッシュ Black-ish(2014-)
- Grown-ish(2018-)

### テレビアニメ
- ファミリー・ガイ Family Guy (2011)

## 参照
1. ↑  http://www.yarashahidi.com/all-about-yara/
2. ↑  https://www.imdb.com/name/nm2780578/awards/?ref_=nm_awd